# Еспа
Еспа (фр. Espas) насеље је и општина у јужној Француској у региону Миди Пирене, у департману Жерс која припада префектури Кондом.
По подацима из 2011. године у општини је живело 117 становника, а густина насељености је износила 7,73 становника/km². Општина се простире на површини од 15,13 km². Налази се на средњој надморској висини од 217 метара (максималној 221 m, а минималној 119 m).

## Демографија
| 1962. | 1968. | 1975. | 1982. | 1990. | 1999. | 2011. |
| ----- | ----- | ----- | ----- | ----- | ----- | ----- |
| 145   | 188   | 183   | 151   | 132   | 124   | 117   |

График промене броја становника у току последњих година